# هونغ تانغويفي
هونغ تانغويفي (洪天貴 福؛ هوادو، مقاطعة كانتون، 23 نوفمبر 1849 - نانتشنغ، 18 نوفمبر 1864) ، وتسمى أيضا هونغ فوتيان (洪福 瑱)، وكان ثاني وآخر ملك مملكة تايبينغ السماوية.
رسميا، تماما مثل والده، هونج شيوشيان، شغل منصب الملك السماوي (天王). ومع ذلك، بعد أربعة أشهر من تتويجه استولت قوات أسرة تشينغ على عاصمة المملكة السماوية. هرب هونغ تيانجوي نحو الجبال بالقرب من شيتشنغ، ولكن في 25 أكتوبر ألقي القبض عليه من قبل في الطريق إلى الحراسة، أجرى هونغ تيانجويفو وجندي من جيش تشينغ يدعى تانغ جياتونغ محادثة.
تحدث هونغ تيانغويفو أولاً عن علاقته مع والده هونغ شيوى تشيوان وغيره. وقال إن الأشياء القديمة للمملكة السماوية تايبينغ قد تم تنفيذها من قبل والدي وهونج رنكسوان. «لا علاقة لي بي، حتى بعد السير على الطريق، لم أفعل شيئًا كان غير مواتٍ لسلالة تشينغ، أولئك الذين قاوموا إمبراطورية تشينغ حطّمهم الملك وتشونغ وانغ وغيرهم.» ومع ذلك، بعد اليوم الثاني من كتابة قصيدة المديح لأسرة تشينغ، أعدم في وقت لاحق عن طريق القطع البطيء في 18 نوفمبر 1864 في سن 14.